# Asterochiton simplex
Asterochiton simplex är en insektsart som först beskrevs av William Miles Maskell 1890.  Asterochiton simplex ingår i släktet Asterochiton och familjen mjöllöss. Inga underarter finns listade i Catalogue of Life.